# Sport-Verein Werder von 1899 1968-1969
Questa voce raccoglie le informazioni riguardanti lo Sport-Verein Werder von 1899 nelle competizioni ufficiali della stagione 1968-1969.

## Stagione
Nella stagione 1968-1969 il Werder Brema, allenato da Fritz Langner, concluse il campionato di Bundesliga al 9º posto. In Coppa di Germania il Werder Brema fu eliminato ai quarti di finale dal Kaiserslautern.

## Rosa
| N. |                      | Ruolo | Calciatore           |
| -- | -------------------- | ----- | -------------------- |
|    | Germania (bandiera)  | P     | Günter Bernard       |
|    | Germania (bandiera)  | P     | Karl Loweg           |
|    | Germania (bandiera)  | D     | Horst-Dieter Höttges |
|    | Germania (bandiera)  | D     | Sepp Piontek         |
|    | Germania (bandiera)  | D     | Heinz Steinmann      |
|    | Germania (bandiera)  | D     | Dieter Zembski       |
|    | Danimarca (bandiera) | C     | Ole Bjørnmose        |
|    | Danimarca (bandiera) | C     | John Danielsen       |
|    | Germania (bandiera)  | C     | Ralf Faber           |
|    | Germania (bandiera)  | C     | Diethelm Ferner      |
|    | Germania (bandiera)  | C     | Max Lorenz           |

| N. |                     | Ruolo | Calciatore        |
| -- | ------------------- | ----- | ----------------- |
|    | Germania (bandiera) | C     | Herbert Meyer     |
|    | Germania (bandiera) | C     | Kurt Roder        |
|    | Germania (bandiera) | C     | Helmut Schimeczek |
|    | Germania (bandiera) | C     | Arnold Schütz     |
|    | Germania (bandiera) | A     | Horst Bünting     |
|    | Germania (bandiera) | A     | Werner Görts      |
|    | Germania (bandiera) | A     | Bernd Rupp        |
|    | Germania (bandiera) | A     | Horst Schaub      |
|    | Germania (bandiera) | A     | Bernd Schmidt     |
|    | Germania (bandiera) | A     | Rolf Schweighöfer |
|    | Germania (bandiera) | A     | Gerhard Zebrowski |

## Organigramma societario
Area tecnica
- Allenatore: Fritz Langner
- Allenatore in seconda:
- Preparatore dei portieri:
- Preparatori atletici:

## Calciomercato

### Sessione estiva
| Acquisti | Acquisti       | Acquisti        | Acquisti |
| R.       | Nome           | da              | Modalità |
| -------- | -------------- | --------------- | -------- |
| D        | Dieter Zembski | Union 60 Bremen |          |

| Cessioni | Cessioni    | Cessioni        | Cessioni |
| R.       | Nome        | a               | Modalità |
| -------- | ----------- | --------------- | -------- |
| A        | Klaus Hänel | Union 60 Bremen |          |

## Risultati

### Bundesliga

#### Girone di andata
| Arbitro: | Riegg |

|                                     |           |                             |
| Steinmann 24’ Görts 36’ Piontek 68’ | Marcatori | 66’ Anders 88’ Siemensmeyer |

| Arbitro: | Binder |

|               |           |  |
| Kentschke 16’ | Marcatori |  |

| Arbitro: | Ott |

|                                            |           |                 |
| Zebrowski 57’ Bjørnmose 64’ Görts 75’, 79’ | Marcatori | 51’ Linsenmaier |

| Arbitro: | Heumann |

|                                                    |           |                      |
| Dörfel 36’ Pötzschke 42’ Seeler 64’, 74’ Hönig 90’ | Marcatori | 25’ Görts 49’ Schütz |

| Arbitro: | Kreitlein |

|                    |           |                                             |
| Höttges 30’ (rig.) | Marcatori | 21’ Lütkebohmert 50’ Kasperski 73’ Słomiany |

| Arbitro: | Wengenmayer |

|                  |           |  |
| Steffenhagen 13’ | Marcatori |  |

| Arbitro: | Siepe |

|  |           |            |
|  | Marcatori | 50’ Bellut |

| Arbitro: | Siebert |

|                      |           |  |
| Riedl 58’ Pavlić 85’ | Marcatori |  |

| Arbitro: | Eschweiler |

|                          |           |             |
| Zebrowski 9’ Höttges 57’ | Marcatori | 32’ Polywka |

| Arbitro: | Fritz |

|                             |           |                       |
| Lorenz 45’ (aut.) Gress 75’ | Marcatori | 47’ Görts 85’ Piontek |

| Arbitro: | Köhler |

|               |           |  |
| Steinmann 81’ | Marcatori |  |

| Arbitro: | Handwerker |

|                              |           |               |
| Klostermann 12’ Claessen 46’ | Marcatori | 21’ Bjørnmose |

| Arbitro: | Siebert |

|                                 |           |                        |
| Erler 5’ Emmerich 22’ Sturm 57’ | Marcatori | 25’ Danielsen 31’ Rupp |

| Arbitro: | Biwersi |

|                                      |           |            |
| Rupp 37’ Görts 68’ Schütz 75’ (rig.) | Marcatori | 84’ Hornig |

| Arbitro: | Bonacker |

|            |           |           |
| Müller 10’ | Marcatori | 39’ Görts |

| Arbitro: | Hennig |

|                        |           |  |
| Rupp 19’ Danielsen 83’ | Marcatori |  |

| Arbitro: | Riegg |

|            |           |          |
| Milder 61’ | Marcatori | 49’ Rupp |

#### Girone di ritorno
| Arbitro: | Betz |

|            |           |  |
| Breuer 18’ | Marcatori |  |

| Arbitro: | Voß |

|                      |           |             |
| Görts 46’ Lorenz 58’ | Marcatori | 51’ Geisert |

| Arbitro: | Hillebrand |

|                                        |           |                          |
| Schmidt 6’ Fischer 7’, 53’ Kohlars 72’ | Marcatori | 10’ Ferner 57’, 87’ Rupp |

| Arbitro: | Kreitlein |

|           |           |            |
| Görts 14’ | Marcatori | 69’ Schulz |

| Arbitro: | Deuschel |

|                         |           |                    |
| Wittkamp 48’ Libuda 76’ | Marcatori | 73’ (rig.) Höttges |

| Arbitro: | Fritz |

|                        |           |  |
| Schmidt 89’ Schütz 90’ | Marcatori |  |

| Arbitro: | Niemeyer |

|                    |           |          |
| Kalb 4’ Bellut 61’ | Marcatori | 14’ Rupp |

| Arbitro: | Siebert |

|                       |           |           |
| Schmidt 61’ Görts 72’ | Marcatori | 38’ Riedl |

| Arbitro: | Aldinger |

|  |           |                               |
|  | Marcatori | 73’ Görts 77’ Rupp 80’ Lorenz |

| Arbitro: | Spinnler |

|               |           |  |
| Bjørnmose 43’ | Marcatori |  |

| Arbitro: | Hennig |

|                                                                     |           |  |
| Starek 4’ Schmidt 33’ Ohlhauser 48’ Müller 54’, 66’ Beckenbauer 85’ | Marcatori |  |

| Arbitro: | Heumann |

|           |           |                           |
| Görts 25’ | Marcatori | 70’ Claessen 74’ Pawellek |

| Arbitro: | Ott |

|                      |           |           |
| Höttges 37’ Rupp 44’ | Marcatori | 38’ Wosab |

| Arbitro: | Wengenmayer |

|                                      |           |                                            |
| Biskup 3’ Overath 4’ Rühl 40’ (rig.) | Marcatori | 27’ Görts 36’ Danielsen 65’ (rig.) Höttges |

| Arbitro: | Fritz |

|                                       |           |                                    |
| Rupp 6’ Höttges 14’ Müller 51’ (aut.) | Marcatori | 13’, 65’ Küppers 63’ (rig.) Strehl |

| Arbitro: | Eschweiler |

|  |           |                           |
|  | Marcatori | 10’ Ferner 39’, 62’ Görts |

| Arbitro: | Heckeroth |

|                                                       |           |                                                                  |
| Rupp 8’, 9’, 25’ Schütz 41’ (rig.) Bjørnmose 58’, 78’ | Marcatori | 10’ Laumen 31’ Köppel 38’ Wimmer 80’ Ackermann 82’ (rig.) Milder |

### Coppa di Germania
| Arbitro: | Binder |

|             |           |                |
| Pöhling 35’ | Marcatori | 60’, 70’ Görts |

| Arbitro: | Malka |

|                                                        |           |  |
| Schweighöfer 19’ Bjørnmose 34’ Görts 38’, 69’ Rupp 57’ | Marcatori |  |

| Arbitro: | Malka |

|                                         |           |  |
| Geisert 18’ Friedrich 53’ Kentschke 69’ | Marcatori |  |

## Statistiche

### Statistiche di squadra
| Competizione      | Punti | In casa | In casa | In casa | In casa | In casa | In casa | In trasferta | In trasferta | In trasferta | In trasferta | In trasferta | In trasferta | Totale | Totale | Totale | Totale | Totale | Totale | DR |
| Competizione      | Punti | G       | V       | N       | P       | Gf      | Gs      | G            | V            | N            | P            | Gf           | Gs           | G      | V      | N      | P      | Gf     | Gs     | DR |
| ----------------- | ----- | ------- | ------- | ------- | ------- | ------- | ------- | ------------ | ------------ | ------------ | ------------ | ------------ | ------------ | ------ | ------ | ------ | ------ | ------ | ------ | -- |
| Bundesliga        | 34    | 17      | 12      | 2       | 3       | 36      | 23      | 17           | 2            | 4            | 11           | 23           | 36           | 34     | 14     | 6      | 14     | 59     | 59     | 0  |
| Coppa di Germania | -     | 1       | 1       | 0       | 0       | 5       | 0       | 2            | 1            | 0            | 1            | 2            | 4            | 3      | 2      | 0      | 1      | 7      | 4      | +3 |
| Totale            | 34    | 18      | 13      | 2       | 3       | 41      | 23      | 19           | 3            | 4            | 12           | 25           | 40           | 37     | 16     | 6      | 15     | 66     | 63     | +3 |

### Andamento in campionato
| Giornata  | 1 | 2 | 3 | 4 | 5  | 6  | 7  | 8  | 9  | 10 | 11 | 12 | 13 | 14 | 15 | 16 | 17 | 18 | 19 | 20 | 21 | 22 | 23 | 24 | 25 | 26 | 27 | 28 | 29 | 30 | 31 | 32 | 33 | 34 |
| --------- | - | - | - | - | -- | -- | -- | -- | -- | -- | -- | -- | -- | -- | -- | -- | -- | -- | -- | -- | -- | -- | -- | -- | -- | -- | -- | -- | -- | -- | -- | -- | -- | -- |
| Luogo     | C | T | C | T | C  | T  | C  | T  | C  | T  | C  | T  | T  | C  | T  | C  | T  | T  | C  | T  | C  | T  | C  | T  | C  | T  | C  | T  | C  | C  | T  | C  | T  | C  |
| Risultato | V | P | V | P | P  | P  | P  | P  | V  | N  | V  | P  | P  | V  | N  | V  | N  | P  | V  | P  | N  | P  | V  | P  | V  | V  | V  | P  | P  | V  | N  | N  | V  | V  |
| Posizione | 5 | 7 | 4 | 6 | 10 | 13 | 16 | 17 | 17 | 17 | 15 | 16 | 17 | 15 | 16 | 13 | 14 | 14 | 12 | 13 | 12 | 14 | 12 | 15 | 11 | 10 | 8  | 11 | 14 | 11 | 12 | 13 | 11 | 9  |

Legenda:

Luogo: C = Casa; T = Trasferta. Risultato: V = Vittoria; N = Pareggio; P = Sconfitta.

### Statistiche dei giocatori
| Giocatore       | Bundesliga | Bundesliga | Bundesliga  | Bundesliga | Coppa di Germania | Coppa di Germania | Coppa di Germania | Coppa di Germania | Totale   | Totale | Totale      | Totale     |
| Giocatore       | Presenze   | Reti       | Ammonizioni | Espulsioni | Presenze          | Reti              | Ammonizioni       | Espulsioni        | Presenze | Reti   | Ammonizioni | Espulsioni |
| --------------- | ---------- | ---------- | ----------- | ---------- | ----------------- | ----------------- | ----------------- | ----------------- | -------- | ------ | ----------- | ---------- |
| G. Bernard      | 25         | 0          | 0           | 0          | 3                 | 0                 | 0                 | 0                 | 28       | 0      | 0           | 0          |
| O. Bjørnmose    | 34         | 5          | 0           | 0          | 3                 | 1                 | 0                 | 0                 | 37       | 6      | 0           | 0          |
| H. Bünting      | 0          | 0          | 0           | 0          | 0                 | 0                 | 0                 | 0                 | 0        | 0      | 0           | 0          |
| J. Danielsen    | 25         | 3          | 0           | 0          | 1                 | 0                 | 0                 | 0                 | 26       | 3      | 0           | 0          |
| R. Faber        | 1          | 0          | 0           | 0          | 0                 | 0                 | 0                 | 0                 | 1        | 0      | 0           | 0          |
| D. Ferner       | 34         | 2          | 0           | 0          | 3                 | 0                 | 0                 | 0                 | 37       | 2      | 0           | 0          |
| W. Görts        | 34         | 15         | 0           | 0          | 3                 | 4                 | 0                 | 0                 | 37       | 19     | 0           | 0          |
| H. Höttges      | 31         | 6          | 0           | 1          | 2                 | 0                 | 0                 | 0                 | 33       | 6      | 0           | 1          |
| M. Lorenz       | 34         | 2          | 0           | 0          | 3                 | 0                 | 0                 | 0                 | 37       | 2      | 0           | 0          |
| K. Loweg        | 11         | 0          | 0           | 0          | 0                 | 0                 | 0                 | 0                 | 11       | 0      | 0           | 0          |
| H. Meyer        | 3          | 0          | 0           | 0          | 0                 | 0                 | 0                 | 0                 | 3        | 0      | 0           | 0          |
| S. Piontek      | 27         | 2          | 0           | 0          | 2                 | 0                 | 0                 | 0                 | 29       | 2      | 0           | 0          |
| K. Roder        | 4          | 0          | 0           | 0          | 0                 | 0                 | 0                 | 0                 | 4        | 0      | 0           | 0          |
| B. Rupp         | 25         | 13         | 0           | 0          | 3                 | 1                 | 0                 | 0                 | 28       | 14     | 0           | 0          |
| H. Schaub       | 0          | 0          | 0           | 0          | 0                 | 0                 | 0                 | 0                 | 0        | 0      | 0           | 0          |
| H. Schimeczek   | 11         | 0          | 0           | 0          | 1                 | 0                 | 0                 | 0                 | 12       | 0      | 0           | 0          |
| B. Schmidt      | 24         | 2          | 0           | 0          | 3                 | 0                 | 0                 | 0                 | 27       | 2      | 0           | 0          |
| R. Schweighöfer | 4          | 0          | 0           | 0          | 1                 | 1                 | 0                 | 0                 | 5        | 1      | 0           | 0          |
| A. Schütz       | 30         | 4          | 0           | 0          | 3                 | 0                 | 0                 | 0                 | 33       | 4      | 0           | 0          |
| H. Steinmann    | 31         | 2          | 0           | 0          | 3                 | 0                 | 0                 | 0                 | 34       | 2      | 0           | 0          |
| G. Zebrowski    | 17         | 2          | 0           | 0          | 0                 | 0                 | 0                 | 0                 | 17       | 2      | 0           | 0          |
| D. Zembski      | 1          | 0          | 0           | 0          | 0                 | 0                 | 0                 | 0                 | 1        | 0      | 0           | 0          |